# 가족의 비밀
《가족의 비밀》은 2014년 10월 27일부터 2015년 4월 30일까지 tvN에서 방영된 아침드라마이다. 2009년 칠레방송국 (Televisión Nacional de Chile) 국민 드라마 돈데 에스타 엘리사 (¿Dónde está Elisa?)를 리메이크한 드라마다.

## 줄거리
재벌가 며느리로서 로열패밀리들의 숨겨진 욕망을 붕괴시키고 딸을 구하기 위해 전사가 된 엄마의 눈물겨운 모성분투기.

## 등장 인물

### 주요 인물
- 신은경 : 한정연 역 태성의 아내 은별의 어머니이자 준혁의 첫사랑
- 김승수 : 고태성 역 (아역 이효제) 정연의 남편 은별의 아버지 홍주의 내연남 가람의 양부
- 차화연 : 진주란 역
- 류태준 : 민준혁 역 정연의 첫사랑 형사

### 한정연의 주변 인물
- 류효영 : 고은별 / 백수정 역 태성과 정연의 딸이자 민후의 약혼녀
- 최용민 : 한만복 역
- 이정준 : 한정훈 역
- 이언정 : 김미연 역

### 민준혁의 주변 인물
- 권민제 : 사경미 역. 준혁의 파트너 형사
- 손덕기 : 김치중 역
- 신성원 : 주창식 역

### 진주란의 주변 인물
- 이일화 : 고태희 역
- 안정훈 : 차상민 역
- 신동미 : 고태란 역
- 신지호 : 차건우 역
- 유다미 : 차유리 역
- 윤채성 : 강찬 역

### 그 외 인물
- 유서진 : 마홍주 역 태성의 내연녀이자 가람의 친모
- 김재승 : 서민후 역 은별의 약혼자
- 이해영 : 장명석 역
- 한인수 : 백범호 역
- 손장우 : 고가람 역 홍주의 친아들
- 김진성 : 고은호 역

## 시청률
파란색 숫자는 '최저 시청률'이고, 빨간색 숫자는 '최고 시청률'입니다. 시청률조사회사와 지역별로 시청률에 차이가 있을 수 있습니다.
| 2014년      | 2014년      | 2014년         |
| 회차        | 방송일      | AGB 시청률     |
| 회차        | 방송일      | 대한민국(전국) |
| ----------- | ----------- | -------------- |
| 제1회       | 10월 27일   | 0.795%         |
| 제2회       | 10월 28일   | 0.914%         |
| 제3회       | 10월 29일   | 1.012%         |
| 제4회       | 10월 30일   | 1.257%         |
| 제5회       | 11월 3일    | 0.922%         |
| 제6회       | 11월 4일    | 0.893%         |
| 제7회       | 11월 5일    | 1.126%         |
| 제8회       | 11월 6일    | 0.993%         |
| 제9회       | 11월 10일   | 1.447%         |
| 제10회      | 11월 11일   | 0.912%         |
| 제11회      | 11월 12일   | 1.230%         |
| 제12회      | 11월 13일   | 1.111%         |
| 제13회      | 11월 17일   | 1.027%         |
| 제14회      | 11월 18일   | 1.235%         |
| 제15회      | 11월 19일   | 1.026%         |
| 제16회      | 11월 20일   | 1.241%         |
| 제17회      | 11월 24일   | 1.495%         |
| 제18회      | 11월 25일   | 1.033%         |
| 제19회      | 11월 26일   | 1.148%         |
| 제20회      | 11월 27일   | 1.223%         |
| 제21회      | 12월 1일    | 1.285%         |
| 제22회      | 12월 2일    | 1.542%         |
| 제23회      | 12월 3일    | 1.305%         |
| 제24회      | 12월 4일    | 1.488%         |
| 제25회      | 12월 8일    | 1.615%         |
| 제26회      | 12월 9일    | 1.422%         |
| 제27회      | 12월 10일   | 1.287%         |
| 제28회      | 12월 11일   | 1.371%         |
| 제29회      | 12월 15일   | 1.396%         |
| 제30회      | 12월 16일   | 1.536%         |
| 제31회      | 12월 17일   | 1.288%         |
| 제32회      | 12월 18일   | 1.636%         |
| 제33회      | 12월 22일   | 1.736%         |
| 제34회      | 12월 23일   | 1.621%         |
| 제35회      | 12월 24일   | 1.721%         |
| 제36회      | 12월 29일   | 1.671%         |
| 제37회      | 12월 30일   | 1.056%         |
| 제38회      | 12월 31일   | 1.353%         |
| 2015년      |             |                |
| 제39회      | 1월 1일     | 1.397%         |
| 제40회      | 1월 5일     | 1.371%         |
| 제41회      | 1월 6일     | 1.264%         |
| 제42회      | 1월 7일     | 1.436%         |
| 제43회      | 1월 8일     | 1.665%         |
| 제44회      | 1월 12일    | 1.576%         |
| 제45회      | 1월 13일    | 1.817%         |
| 제46회      | 1월 14일    | 1.597%         |
| 제47회      | 1월 15일    | 1.173%         |
| 제48회      | 1월 19일    | 1.709%         |
| 제49회      | 1월 20일    | 1.543%         |
| 제50회      | 1월 21일    | 1.727%         |
| 제51회      | 1월 22일    | 1.795%         |
| 제52회      | 1월 26일    | 2.096%         |
| 제53회      | 1월 27일    | 2.407%         |
| 제54회      | 1월 28일    | 2.159%         |
| 제55회      | 1월 29일    | 2.622%         |
| 제56회      | 2월 2일     | 2.632%         |
| 제57회      | 2월 3일     | 2.278%         |
| 제58회      | 2월 4일     | 2.279%         |
| 제59회      | 2월 5일     | 2.526%         |
| 제60회      | 2월 9일     | 2.820%         |
| 제61회      | 2월 10일    | 2.386%         |
| 제62회      | 2월 11일    | 2.331%         |
| 제63회      | 2월 12일    | 3.119%         |
| 제64회      | 2월 23일    | 2.253%         |
| 제65회      | 2월 24일    | 2.383%         |
| 제66회      | 2월 25일    | 2.257%         |
| 제67회      | 2월 26일    | 2.297%         |
| 제68회      | 3월 2일     | 2.003%         |
| 제69회      | 3월 3일     | 2.341%         |
| 제70회      | 3월 4일     | 2.093%         |
| 제71회      | 3월 5일     | 2.203%         |
| 제72회      | 3월 9일     | 1.940%         |
| 제73회      | 3월 10일    | 2.201%         |
| 제74회      | 3월 11일    | 1.899%         |
| 제75회      | 3월 12일    | 2.525%         |
| 제76회      | 3월 16일    | 2.110%         |
| 제77회      | 3월 17일    | 2.350%         |
| 제78회      | 3월 18일    | 2.572%         |
| 제79회      | 3월 19일    | 2.138%         |
| 제80회      | 3월 23일    | 2.334%         |
| 제81회      | 3월 24일    | 1.912%         |
| 제82회      | 3월 25일    | 2.426%         |
| 제83회      | 3월 26일    | 2.423%         |
| 제84회      | 3월 30일    | 2.210%         |
| 제85회      | 3월 31일    | 2.152%         |
| 제86회      | 4월 1일     | 2.549%         |
| 제87회      | 4월 2일     | 1.763%         |
| 제88회      | 4월 6일     | 2.128%         |
| 제89회      | 4월 7일     | 2.315%         |
| 제90회      | 4월 8일     | 2.817%         |
| 제91회      | 4월 9일     | 2.038%         |
| 제92회      | 4월 13일    | 2.035%         |
| 제93회      | 4월 14일    | 1.707%         |
| 제94회      | 4월 15일    | 1.992%         |
| 제95회      | 4월 16일    | 1.838%         |
| 제96회      | 4월 20일    | 2.219%         |
| 제97회      | 4월 21일    | 1.761%         |
| 제98회      | 4월 22일    | 2.015%         |
| 제99회      | 4월 23일    | 1.613%         |
| 제100회     | 4월 27일    | 1.835%         |
| 제101회     | 4월 28일    | 1.918%         |
| 제102회     | 4월 29일    | 1.855%         |
| 제103회     | 4월 30일    | 2.127%         |
| 평균 시청률 | 평균 시청률 | 1.783%         |
|             |             |                |
| 스페셜      |             |                |
| 1           | 2월 16일    | 1.941%         |
| 2           | 2월 17일    | 1.736%         |

## 연장
- 2015년 4월 13일 《가족의 비밀》의 방영 분량이 100부작에서 3회 연장되어 103부작으로 변경 · 확정되었다.